# Мемориал «Титаника» (Вашингтон)
Мемориал «Титаника» — гранитный монумент, установленный в юго-западной части Вашингтона. Памятник посвящён мужчинам, отдавшим свои жизни во имя спасения женщин и детей во время крушения «Титаника». Венчает монумент 6-метровая статуя мужчины с распростёртыми руками. Мемориал был воздвигнут на средства ассоциации «Мемориал женщин "Титаника"».
Мемориал расположен на берегу канала Вашингтона. Проект памятника был разработан скульпторами Гертрудой Вандербильт Уитни и Джоном Хорриганом. На открытии, состоявшемся 26 мая 1931 года, присутствовала вдова президента Тафта, Хелен Тафт.
Первоначально памятник располагался на Нью-Гэмпшир-авеню, вдоль реки Потомак, но в 1966 году убран со своего места в связи со строительством Центра исполнительских искусств имени Джона Ф. Кеннеди. В 1968 году монумент был установлен на новом месте на юге города за пределами канала Вашингтона.
На памятнике была высечена надпись: «Для храбрых мужчин, кто погиб в крушении «Титаника» 15 апреля 1912 года. Они отдали свои жизни, чтобы женщины и дети могли сохранить свои. Воздвигнутая женщинами Америки к молодым и старым, бедным и богатым, невеждам и учёным, все, кто благородно отдал свои жизни, чтобы спасти женщин и детей».